# 杨𬀩
杨𬀩（474年—528年5月17日），字延年，自称是恒农郡华阴县（今陕西省华阴市）人，北魏官员。

## 生平
杨𬀩性格纯正宽厚，很有文学才能，太和二十三年（499年）在虚岁二十六时以奉朝请为起家官，出任司徒西阁祭酒，转任司空外兵参军。延昌年间，相国胡国珍以太后之父的身份选择僚属，以杨𬀩出任相国从事中郎。之后杨𬀩出任直阁将军、散骑侍郎，加中坚将军。孝昌元年（525年），杨𬀩转任尝食典御。孝昌二年（526年），杨𬀩出任冠军将军、通直散骑常侍，之后出任安南将军、武卫将军、南北二华州大中正。建义元年四月十三日（528年5月17日），杨𬀩在河阴之变中遇害，虚岁五十五，魏孝庄帝元子攸诏令赠予使持节、都督雍州诸军事、卫将军、仪同三司、雍州刺史。杨𬀩先是权葬于洛阳，太昌元年（532年）迁葬于华阴的家族旧墓。

## 其他
杨𬀩一家四世同堂，家门非常兴旺，子侄同时上学的有三十多人。杨家学馆前有颗柰树，果实落地时，孩子们都去争抢，只有杨𬀩的侄子杨愔端坐不动。杨𬀩恰巧进入学馆，见到后非常诧异，回头对宾客说：“这孩子恬静和睦，有我们家族的风范。”杨家住宅内有茂密的竹林，杨𬀩于是在竹林边另外修建了一间屋子，命杨愔独居其中，杨𬀩经常用铜盘盛丰盛的饭菜给杨愔，以此督促勉励自己的儿子们说：“如果你们也像遵彦那样谨慎，自然就会得到竹林别室、铜盘重肉。”

## 家庭

### 祖父
- 杨珍，北魏河内郡太守[1]

### 父母
- 杨懿，北魏洛州刺史[1]
- 乐浪王氏，幽州刺史、汝南莊公王融之女，封新昌郡君

### 兄弟姐妹
- 杨播，北魏使持节、都督定州诸军事、安北将军、定州刺史、华阴莊伯
- 杨椿，北魏侍中、车骑大将军、开府仪同三司、太保
- 杨颖，北魏华州别驾
- 杨顺，北魏骠骑将军、左光禄大夫、天柱府长史、三门县伯
- 杨津，北魏使持节、都督并肆燕恒云朔尉汾显九州诸军事、骠骑大将军、并州刺史、北道大行台尚书令
- 杨舒，北魏伏波将军、参太尉高阳王府事
- 杨阿难，追赠中散
- 杨氏，司空府参军事元馗之母

### 子女
- 杨元让，北齐车骑大将军、高密郡太守
- 杨仲礼，北魏宁远将军、司徒参军事，普泰元年七月四日在洛阳依仁里被杀，虚岁十八，追赠赵郡太守，太昌元年十一月十九日归葬仪同公杨𬀩墓旁
- 杨叔贞，北魏开府参军事，普泰元年七月四日在洛阳依仁里被杀，虚岁十七，追赠兰陵郡太守，太昌元年十一月十九日归葬华阴县仪同公杨𬀩墓旁
- 杨幼才，普泰元年七月四日在洛阳依仁里被杀，虚岁十五，追赠尚书主客郎中，太昌元年十一月十九日归葬仪同公杨𬀩墓旁